# The Great Fall
The Great Fall är den svenska kristna power metalgruppen Narnias fjärde album, utgivet 2003.

## Låtlista
1. "War Preludium" - 1:41
2. "The Countdown Has Begun" - 5:13
3. "Back From Hell" - 7:31
4. "No Time to Lose" - 6:28
5. "Innocent Blood" - 7:35
6. "Ground Zero" - 5:11
7. "Judgement Day" - 4:29
8. "Desert Land" - 1:33
9. "The Great Fall of Man" - 14:19